# Hermon Atkins MacNeil
Hermon Atkins MacNeil (27 février 1866 - 2 octobre 1947) est un sculpteur américain né à Everett, dans le Massachusetts. Il est connu pour avoir dessiné la pièce d'un quart de dollar Standing Liberty, frappé par la Monnaie de 1916 à 1930, et pour avoir sculpté la Justice, gardienne de la Liberté, sur le fronton est du bâtiment de la Cour suprême des États-Unis.

## Carrière

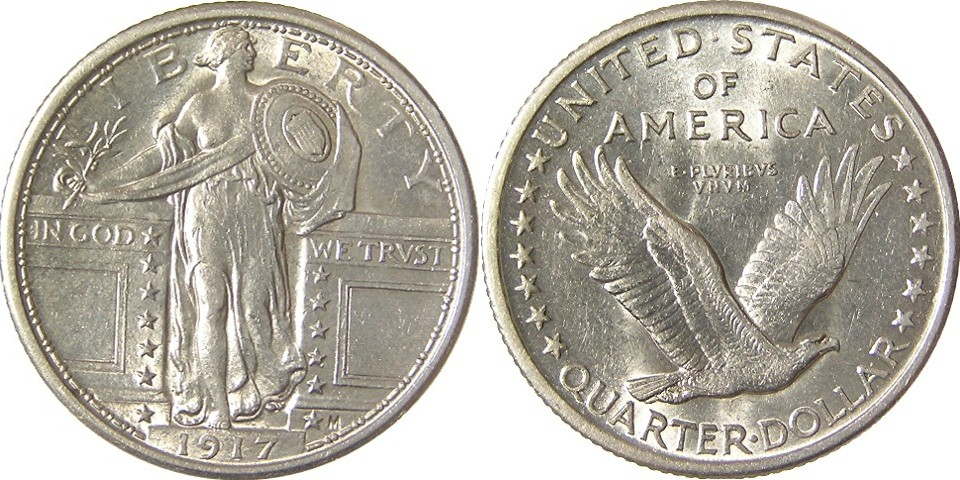
La pièce d'un quart de dollar américain Standing Liberty (1916) porte l'initiale du concepteur Hermon Atkins MacNeil sur sa face, au-dessus de la date.

Diplômé de la Massachusetts Normal Art School, aujourd'hui Massachusetts College of Art and Design, en 1886, MacNeil devient instructeur en art industriel à l'université Cornell de 1886 à 1889, puis est l'élève d'Henri M. Chapu et d'Alexandre Falguière à Paris. De retour aux États-Unis, il aide Philip Martiny (en) (1858-1927) à préparer des esquisses de modèles pour l'exposition universelle de 1893. En 1896, il obtient la bourse Rinehart et passe quatre ans (1896-1900) à Rome.
En 1906, il devient Académicien national. Sa première œuvre importante est « Le coureur moqui », suivie d' « Un chant primitif » et du « Vœu du soleil », toutes des figures d'Indiens d'Amérique du Nord. Plusieurs de ses sculptures amérindiennes antérieures ont servi d'inspiration pour sa contribution ultérieure à la Société des médailles, « Hopi Prayer for Rain ». « La Fontaine de la Liberté », pour l'exposition universelle de 1904, et d'autres thèmes indiens sont venus plus tard ; son « Agnese » et sa « Béatrice », qui sont deux bustes de femmes, et ses statuettes de nus, qui font écho à son séjour à Rome et à Paris, font également partie de son œuvre. L'une de ses principales œuvres est la sculpture du monument William McKinley à Columbus, dans l'Ohio, en l'honneur du président William McKinley. En 1909, il remporte un concours pour la réalisation d'un grand monument aux soldats et aux marins à Albany, dans l'État de New York.
Son œuvre la plus connue est le dessin de la pièce d'un quart de dollar américain Standing Liberty, qui est frappée de 1916 à 1930, et qui porte son initiale à droite de la date. Il réalise également « Justice », le gardien de la liberté sur le fronton est du bâtiment de la Cour suprême des États-Unis.
MacNeil est l'un des douze sculpteurs invités à participer au concours de la statue de la « Pioneer Woman (en) » en 1927, qu'il n'a pas remporté. Ses œuvres ont également fait partie des concours artistiques des Jeux olympiques d'été de 1928 et de 1932.
L'une de ses dernières œuvres est la statue du Pony Express, inaugurée en 1940 à St. Joseph, dans le Missouri.

## Famille
Sa femme, Carol Brooks MacNeil (en), également sculpteur de renom, était une élève de Frederick William MacMonnies et un membre des White Rabbits.